# ゴシップ (バンド)
ゴシップ（Gossip, 1999年 - ）は、アメリカ合衆国の3人組のロックバンド。以前の名前はThe Gossip。

## メンバー
- ベス・ディットー（Beth Ditto）- ボーカル
- ブレイス・ペイン（Brace Paine）- ギター・ベース
- ハンナ・ブライリー（Hannnah Blilie）- ドラム

### 旧メンバー
- キャシー・メンドーサ（Kathy Mendonca）- ドラム

## 来歴
1999年、ワシントン州オリンピアで結成。当時のメンバーはベスとブレイス、ドラマーのキャシー・メンドーサであった。2004年にキャシーが脱退した後、ハンナが加入。2006年、ベスがイギリスの音楽雑誌NMEによる「いま最もクールな人物」を選ぶ「COOL LIST」の第1位に選ばれ、2007年には初来日し公演を行った。2008年、フジロックフェスティバルに出演。

## アルバム
- That's Not What I Heard (2001年)
- Movement (2003年)
- Standing in the Way of Control (2006年) UK22位
- Music for Men (2009年)
- A Joyful Noise (2012年)
- Real Power (2024年)